# Novaluron
Novaluron is een insecticide uit de groep der benzoylureumverbindingen, dat gecommercialiseerd wordt door het Israëlische bedrijf Makhteshim Agan, onder de merknaam Rimon.

## Werking
Novaluron is een niet-systemisch insecticide dat behoort tot de groep van zogenaamde insect growth regulators (IGRs), zoals onder meer ook buprofezine. Het remt de aanmaak van chitine bij de beoogde insecten, en verstoort daardoor de groei van onvolwassen insecten waardoor die langzaam, over een periode van enkele dagen, afsterven. De werking gebeurt hoofdzakelijk door ingestie, maar ook door contact. Technisch novaluron is een racemisch mengsel van twee enantiomeren.
Het product is bedoeld om toegepast te worden in land- en tuinbouw op een breed scala van teelten, waaronder katoen, soja, maïs, appel, citrusvruchten, aardappels en groenten.

## Regelgeving
In de Europese Unie dateert de aanvraag voor registratie van novaluron van 2001, maar er was in 2007 nog steeds geen definitieve beslissing over de toelating van novaluron genomen. In afwachting van het afronden van het onderzoek, mochten lidstaten voorlopige erkenningen uitreiken voor producten op basis van novaluron. Op 4 april 2012 werd een besluit uitgevaardigd waarbij de toestemming voor het gebruik van novaluron wordt ingetrokken op 3 oktober van dat jaar.
In de Verenigde Staten werd novaluron in september 2001 voorwaardelijk geregistreerd door de Environmental Protection Agency en definitief in mei 2004. In Canada werd de stof op 15 februari 2007 geregistreerd voor gebruik in aardappelteelt en op appelbomen.

## Toxicologie en veiligheid
Novaluron heeft een lage tot matige acute toxiciteit. Het is niet irriterend voor de ogen of de huid en veroorzaakt geen overgevoeligheid van de huid. Er wordt aangenomen dat novaluron geen carcinogene, mutagene of teratogene effecten veroorzaakt.
Novaluron heeft een laag risico voor het milieu en voor andere dan de doelorganismen, en is geschikt om gebruikt te worden in een geïntegreerd bestrijdingssysteem (IPM).